# Singilia Barba
La zona arqueológica de la ciudad romana de Singilia Barba (Magnum Municipium Flavium Singilense Barbitanum) se localiza al noroeste de Antequera (Provincia de Málaga, España), en los terrenos del cortijo del Castillón. La existencia de restos arqueológicos en este lugar es conocida desde el siglo XVI. 

## Descripción
Las investigaciones arqueológicas realizadas han puesto de manifiesto la existencia de un núcleo importante, de época romano imperial que tuvo la categoría de «Municipium» de probable trazado ortogonal, escalonada en ladera, y, en parte, superpuesto al núcleo prerromano que le precedió. Su importancia comercial y económica se reafirma a través de la existencia de un alfar.
Evidenciándose la existencia de una zona monumental, posiblemente el foro; un alfar de TSH en la ladera oeste del cerro, en donde también se localizaron tumbas construidas en sillares de arenisca; una «villa» romana en el sector suroriental y los restos de un teatro en el noroeste.
Un equipo de arqueólogos halla un circo en la ciudad romana de Singilia Barba en Antequera tras investigar unas descripciones epigráficas encontradas en las ruinas de la urbe. Los restos del circo, del que se pueden observar algunas huellas que el tiempo ha dejado al descubierto, descansan cerca del teatro romano de más de 52 metros que permanece a 15 metros bajo tierra. Sobre ese nivel sólo se ve un tercio de lo que es la estructura completa de este espacio artístico que según las catas geológicas hechas en los años 90 tendría un aforo de unas 2200 personas. 
Por los materiales arqueológicos se deduce la existencia de un núcleo de asentamiento anterior, al que pertenecerían los restos de cerámica ibérica pintada, que se ubicaría en la zona superior de la ciudad romana, la cual continuaría ocupada hasta época musulmana, no remontándose más allá del siglo XII. 